# Єжи Хвальчевський
Єжи Хвальчевський або Пальчевський (герб Труби; помер 1549) — єпископ РКЦ, католицький священник, канонік і кантор Вільнюський, єпископ Луцький.

## Життєпис
Брат Пйотра і Станіслава Хвальчевських. Походив із Рашкува (сучасний Островський повіт в Польщі).
У 1522 Хвальчевський стає підскарбієм віленського єпископа Яна з Литовських князів.
Близько 1525 призначений Віленським суфраганом та титулярним єпископом Метонії.
З 24 квітня 1536 — єпископ Луцький.
1540 — побудував, серед інших, собор у Луцьку та замок єпископів у Торчині.
У 1542 скликав єпархіальний синод, що готував духовенство до боротьби з Реформацією.
Брав участь у роботі з об'єднання Речі Посполитої з Великим князівством Литовським.

## Літератури
1. ↑  Rodzina, herbarz szlachty polskiej, t. II, Warszawa 1905, s. 279.
2. ↑  Encyklopedyja powszechna, t. V, Warszawa 1861, s. 572.
3. ↑  Jan Kurczewski, Kościół zamkowy czyli katedra wileńska w jej dziejowym, liturgicznym, architektonicznym i ekonomicznym rozwoju, Nakład i Druk Józefa Zawadzkiego, Wilno 1908, s. 322.
4. ↑  Hierarchia Catholica medii et recentioris aevi, t. III, Münster 1923, s. 229. (лат.)
5. ↑  Słownik geograficzny Królestwa Polskiego i innych krajów słowiańskich, t. XII. Warszawa. 1880-1902. с. 405—406.